# Condado de Santa Rosa
O condado de Santa Rosa (em inglês:  Santa Rosa County) é um dos 67 condados do estado americano da Flórida. A sede e cidade mais populosa do condado é Milton. Foi fundado em 18 de fevereiro de 1842.

## Geografia
De acordo com o United States Census Bureau, o condado possui uma área de 3 040 km², dos quais 2 620 km² estão cobertos por terra e 420 km² por água.

## Demografia
Segundo o censo nacional de 2010, o condado possui uma população de 151 372 habitantes e uma densidade populacional de 58 hab/km². Possui 64 760 residências, que resulta em uma densidade de 25 residências/km².
Das três localidades incorporadas no condado, Milton é a mais populosa e a mais densamente povoada, com 8 826 habitantes e densidade populacional de 624 hab/km². Jay é a menos populosa, com 533 habitantes. De 2000 para 2010, a população de Milton cresceu 25% e a de Jay reduziu em 8%. Apenas uma localidade possui população inferior mil habitantes.